# Landéda
Landéda település Franciaországban, Finistère megyében. Lakosainak száma 3695 fő (2022. január 1.). Landéda Lannilis községgel határos.

## Népesség
A település népességének változása:
| Lakosok száma | 2136 | 2281 | 2666 | 3519 | 3603 | 3575 | 3578 | 3576 | 3613 | 3695 |
|               | 1968 | 1982 | 1990 | 2006 | 2013 | 2015 | 2017 | 2019 | 2020 | 2022 |